# 米兰·亚尼奇
米兰·亚尼奇（1957年6月14日—），塞尔维亚男子皮划艇运动员。他曾代表南斯拉夫参加1980年和1984年夏季奥林匹克运动会皮划艇比赛，其中1984年奥运会获得一枚银牌。